# Bothrocophias tulitoi
Bothrocophias tulitoi — вид отруйних змій підродини ямкоголових (Crotalinae) родини гадюкових (Viperidae). Поширений в Південній Америці. Описаний у 2022 році.

## Назва
Видова назва tulitoi присвячена покійному колумбійському педагогу Туліо Мануелю Ангаріта Серрано (1941–2021, батько першого автора), якого колеги, друзі та родичі знали як Туліто.

## Поширення
Ендемік Колумбії. Поширений між 1650 і 2700 м над рівнем моря як у центральних горах, так і на східних схилах Східних Кордильєр Колумбії в муніципалітетах Гарагоа, Гуатеке і Мірафлорес (департамент Бояка); Чамеса, Ла-Саліна та Йопаль (Касанаре); Медіна і Убала (Кундінамарка). Bothrocophias tulito пов'язаний із хмарними лісами, високогірними андськими лісами та субпарамосами, і терпимий до порушених або змінених середовищ існування, таких як пасовища та сільськогосподарські поля.